# Comuna Devesel, Mehedinți
Devesel este o comună în județul Mehedinți, Oltenia, România, formată din satele Batoți, Bistrețu, Devesel (reședința), Dunărea Mică, Scăpău și Tismana.

## Etimologie
Devesel provine probabil din slavă (sârbă) = devet selo = nouă sate. Etimologia este susținută de existența unui număr de nouă sate/cătune: Mileni, Bistrețu, Chilia, Tismana, Batoți, Dunărea Mică, Scăpău, Securicea (Atârnați) și vatra comunei — Devesel.
O altă ipoteză ar fi proveniența din traco-illiră = (a) devesi = a risipi, a dispărea; derivat — deveseală.

## Așezare geografică
Comuna Devesel este situată în partea de sud-vest a județului Mehedinți, pe malul stâng al Dunării, în partea de sud-vest a orașului Drobeta Turnu Severin.
Coordonate geografice: latitudine: 44° 47′ N, longitudine: 22° 67′ E.
Căi de acces: DN349, DJ1050.
Vezi comuna Devesel pe hartă.
Vecinii:
- N — Dunărea;
- NE — comuna Hinova;
- E — Dealul Stârmina, comuna Rogova;
- SE — comuna Jiana;
- S — comuna Gogoșu;
- V — comuna Burila Mare.

## Situația geografică și mediul natural
Comuna Devesel se află așezată pe malul stâng al Dunării, în partea de sud-vest a județului Mehedinți, pe șoseaua județeană Drobeta-Turnu-Severin - Porțile de Fier II delimitată la nord de fluviul Dunărea, la est de dealul Stârmina, la vest de comuna Burila-Mare și la sud de Jiana și Gogoșu.
Comuna cuprinde următoarele sate: Devesel, Batoți, Bistrețu, Dunărea Mică, Scăpău și Tismana care se află la distanțe de 5-7 km de centrul comunei.
În comună există un numar de 2.200 de familii cu o populație de 3.710 de locuitori, majoritatea locuitorilor fiind ocupați în agricultură începând să se facă simțită libera inițiativă în sectorul micii industrii și prestărilor servicii precum și în sectorul comerțului.
Ca într-o cetate naturală, cu mii de ani în urmă și-au găsit loc de așezare pe aceste meleaguri primii locuitori ai satului Batoți și Batoți Moșneni care și-au construit bordeie la poala dealului dinspre miazăzi. Satele respective erau apărate spre sud-est de dealul Stârmina, cândva împodobit cu păduri seculare, iar spre nord și vest de Dunăre.

### Relieful și apele
În partea de răsărit a satului Dunărea Mică și nord a satului Scăpău se înalță dealul Stârmina, a cărui denumire în limba slavonă semnifică « priporos », dealul respectiv a cărui cotă maximă atinge 287 m s-a format după retragerea Mării Sarmatice, fiind constituit din nisipuri și pietriș. Depărtându-se de Dunăre, dealul Stârmina se prelungește la vest de satele Batoți și Tismana, pierzându-se pe nesimțite în apropierea satului Crivina. Versantul sudic al dealului pe toată întinderea ce are o pantă dulce, pantă ce dispare sub formă de câmpie în dreptul satului Devesel. Dealul Bobului, cu Rapa Roșie și dealul Alion, elemente naturale ale Stârminei, precum și dealul Viilor numit și Cioaca, nu au înălțimi mari și sunt pretabile lucrărilor agricole în cazul când nu-i acoperă pădurile de stejar sau de salcâm.
Șesul, care ocupă cea mai mare parte a reliefului, nu este plat, nu formează o masă uniformă decât în mică parte.
În general câmpia este eterogena, dune întinse de nisip sau văi largi de fânețe ocupă suprafețe destul de întinse. Este ca un fel de cerc plumburiu, nisipos, care închide terenul din centru, fertil, presărat în multe părți cu bălți sau pâraie. Pe câmpia dinspre sud către satele Devesel și Scăpău cât și spre sud–est spre satul Mileni există dune de nisip în grosime de 3-4 m. Nisipurile respective au fost aduse de vânturile de apus de pe terenul nisipos aflat la est de satul Crivina înainte ca acesta să fie plantat cu salcâmi, constituind astfel dealuri sau dune.
Forările efectuate în ultimele decenii atestă că sub aceste nisipuri se găsesc roci tari de calcar sau chiar granitice, solul fiind creat pe o bază solidă de rocă tare. Dunărea, învolburată odinioară și liniștită după lucrările de construcții hidrotehnice de la Gura Văii și Ostrovul Mare prin formarea unor mari lacuri de acumulare, scaldă malul de nord-vest al comunei.
Fluviul atinge pe «sforul apei», adică în mijlocul ei, adâncimea de 18-20 m și curge cu o viteză de până la 4,5 km/oră având un debit de 7.000 metri cubi pe secundă.
Puține și foarte mici ape curgătoare șerpuiesc prin locurile mai joase ale câmpiei și curios, cursul lor nu se îndreaptă direct spre bătrânul Danubius și dimpotrivă spre vest. Așa se întâmplă cu pârâul Jivita din sudul satului Scăpău, așa procedează și pârâul lui Mutu ce curge în sudul satului Devesel. Excepție fac câteva pâraie care în timp secetos aproape chiar dispar cum, se întâmplă cu pârâul ce trece prin mijlocul satului Dunărea Mică și pârâul lui Bobu aflat între Dunărea Mică și Batoți.
Pe raza satului Dunărea Mică se află și două izvoare cu apă potabilă «Vilaie» și «Fântana de Piatra». Ochiurile de apă bogate ce înconjurau odinioară din trei părți satul Bistrețu au fost secate în marea lor majoritate din efectuarea în ultimele doua decenii (anii 1990) a unor lucrări de îmbunatățiri funciare. Apa din Balta Mare, Bărboasa sau din Balta Bistrețului ca și cea din Cioflea, nu seca complet niciodată. Lor li se adaugă smârcuri răzlețe sau unite în salba așa cum se observă în punctul numit «Punți». Apa și solul sunt în general statornice și nu provoacă pagube. Este mai rar întâlnit ca în urma unor ploi bogate și repezi să se creeze curenți ce coboară din deal spre șes producând pagube culturilor agricole. Cu totul accidental se pot produce uneori ți alunecări de teren în anumite puncte mai înalte pe raza satelor Batoți, Scăpău, Devesel și Dunărea Mică. Apa freatică se găsește pe raza comunei la adâncimi variabile de la 35-40 m în satele Batoți și Tismana și până la 4-12 m în zone din satele Devesel și Bistrețu.

### Clima
Clima specifică zonei are un caracter temperat-continental cu ușoare nuanțe de climă mediteraneană, datorita Munților Dinarici și Stara Planina și Radet din Serbia care constituie un obstacol natural în calea vânturilor. Influența mediteraneana este marcată de existența smochinului care crește pe versantul nordic al dealului Alion Soava, răzleț în satul Dunărea Mică și pe raza satului Scăpău, în punctul numit «Izmănești» unde apăreau pe alocuri butuci de viță de vie sălbatică de dimensiuni uriașe. Formula C.P.A.X. din clasificarea lui Köppen, indică un climat temperat, maximele de temperatura ating 30-35 °C în verile călduroase, iar minimele din iernile cele mai friguroase coboară până la -20 °C în anumite puncte. În anumite perioade s-au înregistrat și temperaturi maxime de 40 °C. Căldurile toride din toiul verii sunt urmate de geruri aspre în miezul iernii. Înghețul timpuriu sau târziu – sfârșitul lunii noiembrie și sfârșitul lunii martie - brumele, de la sfârșitul lunii octombrie și începutul lunii aprilie sunt fenomene climatice obișnuite în zonă, fiind previzibile din timp.
Curiozități climaterice au fost înregistrate în zonă. Astfel în anul 1926 bruma a căzut la mijlocul lunii mai, cauzând pagube însemnate culturilor agricole, iar la sfârșitul lunii februarie a anului 1929, un ger puternic a transformat apele Dunării într-un pod natural de gheață de la un mal la altul, pod ce a rezistat aproape două săptămâni, iar în anul 1955 zăpada a căzut devreme și în cantități mari.
Toamna și primăvara sunt caracterizate prin ploi mărunte și burnițe interminabile, vara deseori cad ploi torențiale însoțite uneori de grindină și descărcări electrice. De obicei zăpada cade la începutul lunii decembrie. Există și excepții când ninge la începutul lunii noiembrie, însă stratul de zăpadă nu depășește de obicei 60-70 cm.

### Vânturile
În regiune bat vânturile neregulate de sud-vest care uneori aduc seceta, alteori vin cu stropi binefăcători de ploaie.
Printre cele mai frecvente vânturi se află Austrul numit de localnici Corneag sau Corneac, de la cornul caprei, un vânt secetos în special vara, și i se mai zice și Bărăcilă. Cosava este vântul care bate dinspre nord-est și se presupune că numele i se trage de la faptul că acest vânt pătrundea în locuințele oamenilor prin coșurile de fum. Baltarețul care bate dinspre miazăzi, respectiv dinspre Marea Mediterană, suflă mai frecvent în anotimpul cald. Cosava, dar mai ales Baltarețul, sunt vânturi care aduc ploi.

### Solul
În zona predomină solul brun-roșcat, sol specific condițiilor pedogenetice existente aici. Solurile brun-roșcat suferă uneori de exces de umiditate primăvara, alteori de seceta (iulie-august). Ele trebuiesc bine aerisite și arate adânc. Numai la o umiditate potrivită ele reacționează bine la fertilizări organice și chimice. În afara solului brun-roșcat, care sunt predominante, există și zone cu soluri argilo-iluviale nisipoase. Sunt soluri formate pe strat gros de la 10-15 m de pietrișuri, nisipuri și argile nisipoase.

### Vegetația
În trecutul geologic zona era acoperită cu păduri întinse, fapt dovedit prin prezenta zăcămintelor de cărbuni ce se găsesc la mici adâncimi. Vegetația din acest teritoriu face parte din silvostepă fiind alcătuită din plante de cultură și plante specifice pajiștilor și pășunilor. Aceste asociații de plante se explică prin faptul că zona respectivă se găsește la o răscruce climaterică. Pe ambele versante ale dealului aflat în partea de miazăzi a satelor Batoți și Dunărea Mică au existat păduri de stejar ce au dăinuit până la sfârșitul secolului al XIX-lea din care s-au păstrat numai o mică parte pe partea de apus a dealului Stirmina și altul pe culmea Dealului Alion Soava. În mod cu totul răzleț se întâlnesc exemplare solitare de ulm, frasin, jugastrul, tei și carpen. La umbra copacilor, dar mai ales la marginea pădurii, cresc peste 20 specii de arbuști dintre care cele mai des întâlnite sunt: porumbarul, alunul, cornul, iedera agățătoare. În pădurea Stirmina crește ghimpele pădureț - arbust protejat de lege. Pe mari întinderi pe teritoriul comunei este întâlnit salcâmul original din America de Nord și aclimatizat la noi din Turcia la 1750 (salcim - limba turcă înseamnă dulceag) și cultivat în zona Crivina Devesel începând din anul 1900 în prezent fiind întâlnit pe toate terenurile nisipoase dea-lungul ogașelor și împrejurul satelor. Dea-lungul satului Dunărea Mică, în jurul anilor 1930, în partea de apus a satului a apărut în mod spontan salcia și plopul. Pădurea a fost defrișată iar în locul ei a fost plantat plopul de origine canadiana folosit pentru obținerea celulozei, iar din anul 1975 a fost înlocuit cu salcie și rachită.
În aceasta zonă cresc și multe specii de plante medicinale printre care se află mușețelul sau romanița, coada șoricelului, plătăgina, pirul, coada calului, pelinul urzică, traista ciobanului, troscotul, trei frați pătați, urzica moartă roșie, bolbura rostopasca, acestea fiind folosite atât în medicina tradițională cât și în terapeutica modernă. În afară de aceste plante există plante melifere care favorizează dezvoltarea în zonă a apiculturii. Ciupercile comestibile întâlnite frecvent pe locuri umbroase din păduri și terenurile îngrășate cu gunoi de grajd sunt mânătarca, ciuperca de bălegar, bureții, ciuciuletele, sbârciogul.

### Păsările și animalele sălbatice
În zonă pasările și animalele sălbatice sunt numeroase, prezentând un interes cinegetic. Atrase de hrana abundentă se găsesc rațe și gâște sălbatice care iarna se retrag în Delta Dunării. Barza și cocorul apar în treacăt, în schimb, stârcul cenușiu este prezent în număr mare mai ales în locurile băltoase. Prin boschetele din apropierea pădurilor unde își construiesc cuiburile, trăiesc sticletele, botgrosul, mierla, privighetoarea, ciocârlanul, ciocârlia, pițigoiul moțat, presura, cinteza. În scorburile copacilor își face cuibul pupăza, iar în boschet cuibărește turtureaua. În malurile greu accesibile dușmanilor naturali își construiesc cuiburile graurii ce s-au înmulțit impresionant cauzând pagube culturilor. Vrabia cea gălăgioasă trăiește mai ales în preajma gospodăriilor, rândunica și lăstunul își fac cuiburile pe sub streașina caselor. Cucul își depune ouăle în cuibul altor păsări. În ani 2000 pădurile au fost populate cu fazani care s-au înmulțit. Cioara, coțofana sau stirica, țarca, eretele, uliul sunt păsări răpitoare care își clădesc cuiburile printre ramurile copacilor. În podurile caselor trăiesc răpitoarele nocturne respectiv cucuveaua și bufnița fiind folositoare pentru păstrarea echilibrului ecologic în zonă hrănindu-se cu șoareci și insecte. Alte păsări întâlnite în zonă sunt guguștiucul, porumbelul sălbatic, ciocârlia, sfrânciocul și dumbrăveanca.
Mamiferele sălbatice întâlnite în zona sunt iepurele sălbatic, vulpea, viezurele, hârciogul și cârtița, popândăul și mai rar veverița, mistrețul sau porcul sălbatic și căprioara.

## Demografie
După recensământul din 2002, comuna Devesel are un total de 3.710 locuitori.	
Structura populației după vârstă:	
- 0 – 19 ani = 394
- 19 – 65 ani = 2.475
- Peste 65 ani = 831

	Structura populației după sex:
- masculin = 1.792
- feminin = 1.918

	Structura populației după religie:
- religie ortodoxă = 3.447
- adventiști = 263

Structura populației după ocupație:	
- Copii = 394
- Populația activă = 2.478
- Pensionari = 631
- Populația inactivă = 197

## Politică și administrație
Comuna Devesel este administrată de un primar și un consiliu local compus din 11 consilieri. Primarul, Fabian-Laurențiu-Costel Drocan[*], de la Partidul Național Liberal, este în funcție din 1 noiembrie 2024. Începând cu alegerile locale din 2024, consiliul local are următoarea componență pe partide politice:
|  | Partid                    | Consilieri | Componența Consiliului | Componența Consiliului | Componența Consiliului | Componența Consiliului | Componența Consiliului | Componența Consiliului |
|  | ------------------------- | ---------- | ---------------------- | ---------------------- | ---------------------- | ---------------------- | ---------------------- | ---------------------- |
|  | Partidul Național Liberal | 6          |                        |                        |                        |                        |                        |                        |
|  | Partidul Social Democrat  | 5          |                        |                        |                        |                        |                        |                        |

## Învățământ
Procesul de învățământ în comuna Devesl se desfășoară în cadrul unităților următoare:
- Școala cu clasele I-VIII și grădinița - sat Devesel, Grădinița Chilia

- Școala primară I – IV - grădinița – satul Scăpău;

- Școala primară I-IV - grădinița sat Batoți;

- Școala primară I-IV- grădinița sat Bistrețu;

## Cultură și sport
În comună există 5 cămine culturale situate în satele: Devesel, Batoți, Bistrețu, Scăpău și Tismana, însă unele din aceste clădiri necesită lucrări de reparații capitale. La Căminul cultural din localitatea Devesel funcționează și biblioteca comunală, care beneficiază de spațiu propriu, fiind necesară înnoirea fondului de carte, amenajarea unei Săli de lectură dotată cu mobilier nou și calculatoare conectate la Internet, pentru ca cetățenii comunei, tinerii și nu în ultimul rând copiii să aibă acces la acest sistem informațional.
În domeniul sportului, în 2010, există în construcție o bază sportivă modernă unde urmează să își desfășoare activitatea competițională echipa locală de fotbal "VICTORIA" Devesel, fruntașă în întrecerile regionale.

## Culte și tradiții
Spiritualitatea creștin ortodoxă este reprezentată prin 7 biserici creștine de cult ortodox și o Casa de rugăciuni de cult adventist care se află în localitatea Scăpău.
Bisericile menționate necesită investiții mari în special cea din localitatea Devesel, dar și celelalte lăcașuri necesită refacerea picturii. Biserica din localitatea Dunărea Mică a fost declarată monument istoric.
Tradițiile locale, obiceiurile populare, obiceiurile legate de viața religioasă, credințele și practicile magice, portul popular și arhitectura populară tradițională pot stârni interesul multor turiști.
Un loc important în tradițiile locale îl ocupă nedeile populare organizate de hramul fiecărei biserici din localitățile componente ale comunei:
- Devesel: hram în Duminica Rusaliilor,
- Batoți și Dunărea Mică: hramul Sfântu Gheorghe,
- Tismana: hramul Sfânta Maria Mică,
- Bistrețu: hramul Sfânta Maria Mare
- Scăpău: hramul Sfânta Maria Mare

Pe raza comunei funcționează un târg săptămânal.

## Sănătate
Asigurarea serviciilor medicale se face de către un dispensar uman, situat în satul Devesel, doi medici umani ce au cabinete medicale individuale și cadre cu pregătire medie de specialitate.

### Mediu
În comuna nu exista factori industriali care contribuie la poluarea mediului înconjurător al comunei.

## Economie
Profilul economic al comunei este predominant agricol, predominând sectorul vegetal și zootehnic. În comună există și unele secții de prestări servicii ca prelucrarea produselor agricole, prelucrarea lemnului și reparații auto precum și un anumit număr de comercianți (se ocupă cu comerțul).

### Agricultura
Suprafața totală a comunei Devesel este de 10.421 ha, din care:
- Teren arabil = 6.464 ha
- Pășune = 557 ha
- Pădure = 442 ha
- Fânețe = 323 ha
- Alte terenuri = 2.536 ha

#### Producția vegetală
Principalele culturi din comuna sunt cele de cerealele. Fiind o zonă cu fertilitate a pământului mai redusă, aceste culturi solicită multă muncă. Având în vedere și relieful deluros, nu este posibilă realizarea unei agriculturi moderne.

#### Pomicultura
Comuna este recunoscută ca o mare producătoare de mere, prune și nuci. Producțiile de prune și mere în mare parte sunt transformate în țuică.

#### Zootehnia
O principala ocupație a locuitorilor comunei este creșterea animalelor. O contribuție importantă la dezvoltarea zootehniei în comuna Devesel o are suprafața mare de pășune de 557 ha.

## Obiective turistice
Principalele obiective turistice:
- Zona turistică a Dunării, a creat posibilitatea asocierii comunei Devesel la parteneriatul Dunărea Mehedințiului. În acest parteneriat sunt incluse comunele dunărene din județ având ca obiectiv dezvoltarea unitară a acestei zone turistice. Această zonă a creat oportunitatea pentru multe persoane de a-și construi case de vacanță în zona Dunării în localitățile Batoți,Tismana și Dunărea Mică, activitate ce a luat amploare în ultima perioadă (anii 2000) și care este de natura să conducă la dezvoltarea turismului în zona.

- anual în dealul Starmina se organizează în luna mai „Sărbătoarea salcâmului” deoarece zona în care se află comuna este în apropierea pădurilor mari de salcâm.

- pe raza comunei există situri arheologice identificate în colaborare cu colectivul Muzeului județean Mehedinți ce au fost marcate cu panouri de identificare și se află pe lista monumentelor istorice, situri datând din perioada neolitică și din perioada de ocupație romană a acestor teritorii, ce pot constitui puncte de atracție pentru turiști:

- - În satul Tismana din com. Devesel, jud. Mehedinți, se află punctul Cetățuie unde Prof. D. Tudor bănuia că se află castrul de la Batoți;
  - MH-I-s-B-10068 Situl arheologic de la Devesel, punct sat DEVESEL; "Ochiuri”,
  - 59 MH-I-m-B-10068.01 Așezare sat DEVESEL; comuna "Ochiuri” secolul VII - VI î.Hr.
  - 60 MH-I-m-B-10068.02 Așezare sat DEVESEL; "Ochiuri” Epoca bronzului,
  - 61 MH-I-m-B-10068.03 Așezare sat DEVESEL; comuna "Ochiuri” Neolitic,
  - Așezare sat TISMANA; comuna DEVESEL secolul al III-lea î.Hr. - I p.,
  - Așezare sat BISTREȚ; comuna DEVESEL "La Punți” secolul al XV - XII î.Hr. Neolitic,
  - MH-I-s-B-100 152 MH-I-m-B-10105.01 Așezare sat TISMANA; comuna DEVESEL secolul al XIV-lea Epoca medievală,
  - 153 MH-I-m-B-10105.02 Necropolă sat Tismana; comuna Devesel sec. XIV Epoca medievală,
  - 56 Situl arheologic de la Bistreț sat Bistreț; comuna Devesel "La Punți”,
  - 33 MH-I-m-B-10056.01 Așezare sat Bistreț; comuna Devesel "La Punți” sec. XIX - XVIII a., Chr. Epoca bronzului
  - 26 MH-I-s-B-10054 Situl arheologic de la Batoți sat Batoți; comuna Devesel,
  - 27 MH-I-m-B-10054.01 Așezare sat Batoți; comuna Devesel sec. XIV Epoca medieval timpurie,
  - 28 MH-I-m-B-10054.02 Așezare sat Batoți; comuna Devesel sec. II - III Epoca romană,
  - 29 MH-I-m-B-10054.03 Așezare sat Batoți; comuna Devesel sec. VIII - VI a. Chr. Hallstatt,
  - 30 MH-I-m-B-10054.04 Așezare sat Batoți; comuna Devesel mil. VI – V,
  - Biserica din satul Dunărea Mică cu hramul „Sf.Gheorghe”, ctitorită de Matei Basarab la 1645, figurează pe lista monumentelor istorice și constituie un punct de atracție alături de celelalte lăcașuri de cult existente pe raza comunei Devesel.
  - Cel mai important este biserica cu patru turle din satul de centru Devesel, construită de meșteri italieni în urmă cu peste 100 de ani (sfârșitul secolului al XIX-lea), ca și monumentele ridicate în cinstea eroilor locali căzuți în cele doua războaie mondiale.
  - Monumentul din centrul comunei, ridicat în 1926, cu textul: "Vitejie, sacrificiu, glorie spre glorificarea și slăvirea eroilor Deveselului căzuți în războaiele din 1877, 1913, 1916-1919",constituie un alt reper în istoria localității.

## Istoric
Satul, potrivit tradiției istorice locale, s-a aflat pe locul numit Ceru, nume dat și satului. Lipsiți de resurse de apă, locuitorii s-au mutat în zona pârâului Tudorești și a pânzei freatice existente la 3-4 metri adâncime, numindu-și așezarea Deveselu. Sub acest nume este atestat documentar în 1637 (până în acest an jumătate de sat a fost a banului Preda Buzescu; tot acum, spătarul Preda Buzescu, fiul marelui logofăt Theodosie Buzescu și nepot al banului Preda Buzescu, a vândut această jumătate de sat marelui pitar Dumitru Filișanul).
Se pare că existența locuitorilor de pe aceste meleaguri este din cele mai vechi timpuri zona fiind propice așezărilor omenești găsind aici locuri prielnice pentru pescuit, vânat, pășunat și chiar semănături în ochiurile de pădure. Descoperirile făcute în zona Ostrovul Corbului dau indicații despre urme de viață din timpul orânduirii comunei primitive. Aici s-au găsit unelte, oale, reprezentări antropomorfe modelate în lut datând din anii 2500-2800 î.Hr. (perioada neoliticului dezvoltat).
Printre primele urme materiale a existentei așezării românești pe teritoriul comunei Devesel, au existat fortificațiile construite la sfârșitul secolului al III-lea pe malul stâng al Dunării foarte aproape de apă. Din acest motiv, după părăsire, aceste fortificații au fost distruse de apele Dunării. Este vorba de fortificații aflate în zona Batoți -Tismana în apropierea vetrei actuale ale satului Batoți.
Potrivit afirmației istoricului D. Tudor, cetatea se află situată pe marginea Dunării la 2 km mai jos de satul Batoți pe locul numit Cetățuia ce era legata funcțional de Cetatea Hinova situată tot la Dunăre pe o anumita distanță. În lucrarea Oltenia Romană, profesorul Tudor consemnează numai existența colțului de sus est al fortificației care măsura 50 x 70 m construit din zid de piatră și cărămidă. La apus era închisă cu un șanț lat de 10 m numit de localnici Hunia. Există documente care atestă existența primelor așezări omenești pe aceste locuri, a unor sate închegate. Așa de exemplu se face mențiune în legătură cu satul Batoți care conform unor documente aflate la Arhivele statului din București se poate afirma că a existat încă de la jumătatea sec. al XIV-lea.
Potrivit documentului original redactat în limba slava și datată în 25 ianuarie 1553, Radu Voievod întărește stăpânirea Mânăstirii Tismana asupra satelor Trufești, Obedin și Batoți din județul Mehedinți. Se deduce din actul din anul 1553 că aceste sate erau foarte bătrâne și fuseseră dăruite de alți domni care au trăit înainte de aceste vremi, cu siguranță că existau încă din secolul al XV-lea. În ceea ce privește numele satului se presupune că ar fi de origine grecească și ar veni de la cuvântul Batoi care însemna vale sat, „care este așezat la vale”.
Alta versiune susține că în zona ar fi existat o instalație de afumat, care ar fi funcționat pe actuala vatră a satului Tismana. Batogul fiind peștele cel mai potrivit pentru afumat ca mărime și gust, și probabil de la Batog – Batoci – Batoți a rămas numele de Batoți.
O altă părere este legată de desele încăierări dintre locuitorii acestui sat, locuitorii satului vechi, cer (Devesel) încăierării provocate de lupte pentru împărțirea pășunilor de unde „bat pe toți” - Batoți.
Harta austriacului Hr. Schwantz datată în 1723 este primul document cartografic care menționează numele satelor Batoți – Tismana și Scăpău, satul Dunărea Mică purtând inițial numele de Batoți – Moșneni și datând aproximativ din aceeași perioadă, fiind format prin împroprietărirea țăranilor moșneni din zona muntelui din moșiile ce aparțineau statului.
Satul Mileni are de asemenea o vechime destul de însemnată, neatestata documentar, vechime anunțată pe cale orală de bătrânii satului. Astfel se spune că locuitorul Ion Buda născut în Serbia în anul 1775, s-a stabilit în actualul Mileni prin anul 1800 deja creat în acel an, că primii săi locuitori au fost sârbi, Vasile Iagaru și Vasile Iagaru Schiopu. Satul se găsea departe de centrul civic Deveselul, care i-a atras numele de Streinii de Devesel, denumire ce stabilea așezarea răzleață și îndepărtată de centru.
Pe la jumătatea secolului al XIX-lea un incendiu nimicitor arde în întregime casele acoperite cu stuf ale locuitorilor, astfel că ei au fost nevoiți să-și construiască alte locuințe. Și, conform obiceiului de atunci, oamenii au beneficiat de ajutor din mila vecinilor de unde s-a numit Mileniu, adică construit din mila vecinilor. Se păstrează chiar lista de materiale a construirii sediului Primăriei construită în 1844 în satul Devesel Streinii, în locul celei arse din pricina unui trăsnet. Toate satele aparținând comunei Devesel, inclusiv satul de reședință, s-au constituit pe locurile unde ființează și astăzi cu ușoare deviații față de amplasamentele inițiale.
Pe locul actual de nord al comunei se găsea în trecut o pădure multiseculara de « ceroi » o specie de stejar.În pădure s-au creat primele așezări sub forma unor « conace » care au constituit nucleul satelor de azi. Satele de atunci purtau numele de conace ; Conacul lui Crăineanu, Conacul Hogeștilor, Conacul lui Filip, Conacul Ciocanilor, Conacul Puicăneștilor, Conacul Fântânilor. Cu timpul sătulețele respective s-au unit constituindu-se administrativ într-o comună numită Deveselu, numele fiind de origine slavona el însemnând noua sate «deviat selo».
După numele pădurii de ceroi, locuitorii s-au stabilit aici, ca și cei din împrejurimi, și au numit comuna Cer iar pe locuitori Cerani. Satul Scăpău îl găsim atestat documentar în 1723 în harta austriacului mai sus menționată. Legenda spune că satul a fost cândva așezat într-un loc numit Saliste. Bordeiele erau dese, viața își urma cursul normal până când o epidemie de holera a secerat sute de vieți. Cei care au scăpat cu viață s-au suit mai spre deal întemeind o nouă așezare. Satului i-au spus ceea ce însemna satul locuit de oamenii scăpați de epidemie.
Terenul proprietatea Mânăstirii Tismana și a boierului Aga Filisteanu era muncit în devălmășie de locuitori. Demn de subliniat este faptul că pe teritoriul actual al comunei se găseau în trecut moșiile care au fost secularizate, ale mănăstirilor Crasna și Tismana ce aveau pe aici chilii pentru slujitorii mânăstirești. Ulterior satele alcătuite pe fostele moșii au purtat chiar numele care atestă fosta proprietate. Astfel satul Chilia se numește așa pentru că s-a creat în locul unde altădată se aflau chiliile cu o singura odaie a călugărilor iar satul Tismana poartă chiar numele fostului epitrop.
Sunt sate noi ca și Bistrețu create în perioada 1896-1897 ca urmare a secularizării averilor mânăstirești și a împroprietăririi țăranilor. Bistrețu s-a creat ca sat pe fosta mânăstire Crasna în 1896 din locuitorii numiți « Noi însurăței » deoarece aici erau aduși numai tineri căsătoriți împroprietăriți cu câte cinci ha de pământ. A fost numit Bistreț după Balta Bistrețului.
Satul Tismana s-a creat cam în aceeași perioadă, din țăranii împroprietăriți ai satelor Batoți și Crivina. Faptul că satele menționate au sub 100 de ani vechime este confirmat de dispunerea perfect liniara a ulițelor ca și spatiile largi dintre sate, platuri cu suprafețe regulate.
Din punct de vedere administrativ comuna Devesel are un trecut cu numeroase frământări. Din 1865 Devesel, înființat ca localitate cu centru administrativ împreună cu Crivina până în anul 1881 când satul Crivina a devenit unitate separată. Satele Bistrețu – Tismana și Chilia au avut încă de la început din 1896 – 1897 Deveselu ca centru de comuna.
Tismana și Vrancea s-au dezlipit de Devesel în 1906 fiind atașate de satul Batoți și respectiv de Crivina, iar Bistrețu s-a unit cu Burila Mică, pe când Chilia a rămas ca sat al Deveselului.
1909 este anul când Bistrețu s-a constituit ca comună, construindu-se primăria veche.
Între anii 1896-1906 satul a apartinut de Devesel, iar din anul 1906 s-a dezlipit de Burila Mica alipire ce a durat ani. După 1945 Bistrețu a devenit centru de comună având ca sat aparținător Mileniu până în 1968 când a revenit la Devesel. În perioada 1907-1908 Scăpăul depindea administrativ de Rogova dar numai pe o perioada de 18 luni, în 1906 se clădea aici Primăria în 1908 Scăpăul fiind ca comună până în 1968 când a trecut de comuna Devesel.
Ca unitate administrativ teritoriala Deveselul a funcționat ca « plasă » între anii 1941 – 1950 când aceasta forma de organizare administrativa a fost desființată. După 1968 Deveselul funcționa ca unitate administrativa cu componenta actuală. Comuna Devesel și satele componente a fost martora tuturor evenimentelor istorice de la înființare și până în zilele noastre locuitorii comunei fiind atât martori cât și participanți la aceste evenimente. Astfel anul 1959 aduce în primul Parlament al țării pe deputatul Roates original din Scăpău. Deși în comună nu au fost boieri mari proprietari de pământuri, totuși și pe teritoriul ei s-au făcut simțite mișcările țărănești din anul 1907. Locuitorii comunei Devesel au plătit tributul lui de sânge atât în războiul de independență cât și în primul și al doilea război mondial, luptând pentru glia străbună. Dacă ar fi să vorbim numai despre satul Scăpău trebuie să menționăm că și-au dat viața peste 40 de oameni în luptele de la Mărășești, Mărăști și Oituz, iar în timpul celui de al doilea război mondial s-au înregistrat peste 50 de morți și dispăruți numai din acest sat .
În perioada 1951 – 1955 un număr însemnat de locuitori ai comunei Devesel, au fost dislocați stabilindu-se domiciliul obligatoriu în satele nou înființate în Câmpia Bărăganului. În acea perioadă, după proclamarea Republicii Populare Române și naționalizarea din 1948 a principalelor mijloace de producție a urmat perioada formării primelor întovărășiri înființate pe raza comunei în anii 1950-1951, întovărășiri care s-au transformat până în anul 1962 în cooperative agricole de producție ca forme de exploatare a terenurilor agricole, forme ce au fost desființate după revoluția română din 1989.
Pe teritoriul comunei Devesel, au funcționat între 1962 și 1989 patru foste cooperative agricole de producție și o unitate intercooperatistă de creștere și îngrășarea a taurinelor.
Tot în aceasta perioadă au luat ființa forme ale cooperativei de consum precum și ale cooperativei de credit prin înființarea unor unități de profil.
În viața spirituală a locuitorilor, un loc aparte l-a avut școala inițiată în camere mici și întunecoase, uneori improvizate. Învățământul s-a desfășurat în condiții grele la începuturile sale și multa vreme după aceea.
În sec. al XIX-lea exista în satul Mileni o căsuță ce era numită școală, dascălul din acea perioada fiind Dimitrache Chiosa. Abia în 1905 s-a construit o școală nouă în Mileni, școală căreia i s-a adăugat și o cancelarie în 1960. În 1972 a fost construit noul local de școală din satul Bistrețu, prima școală din satul Bistrețu a fost înființată în anul 1909 având ca învățător pe Marin Condei care învăța în același timp cinci clase de elevi. Un nou local de școală construindu-se în 1926.
Școala din Batoți apare evidențiată în anul 1857 printre școlile care se arată că nu aveau nevoie de lucrări existente în plasa Blacnita, la care era proprietatea comunei donată de stat și servea la început drept conac moșiei Radu Voda. A fost construită din bârne de arendașul Papadopol având o sala lunga de 8 m și lata de 4,5 m și înaltă de 2,5 m. Pentru prima dată în 1946 ia ființă grădinița de copii din satul Batoți prima educatoare fiind Balu C. Ana.
În satul Tismana prima școală a fost înființată în anul 1919 și a fost asigurat un venit anual prin dotare cu un teren de 5 ha pământ arabil, de cea mai buna calitate. Până în 1992 neavând local propriu a funcționat în casa locuitorului Stefan Dobrin . Noul local de școală a fost inaugurat în 1972 în satul Tismana și în anul 1940 în satul Batoți.
La Devesel probabil că primul local datează din anul 1865 dată când a fost construit și localul primăriei. Școala avea o singură sală de clasă și adăpostea atât copii din satul Devesel cât și pe cei din satul Chilia. Din 1949-1951 datează noul local de școală, care între timp și-a mărit foarte mult spațiul de școlarizare.
În Scăpău și Securicea primul local de scoală se ridică în același timp cu Primăria, adică în anul 1906. Scăpăul își mărește spațiul de școlarizare abia în 1964 când se construiește noul corp de clădire.
Școlile de pe raza comunei Devesel au avut atât perioade de evoluție cât și perioade de involuție în funcție de momentul istoric în care au funcționat și de situația demografică, în funcție de care s-a stabilit numărul de elevi și de cadre didactice.

## Demografie
Componența etnică a comunei Devesel
     Români (78,64%)
     Romi (10,37%)
     Alte etnii (0,23%)
     Necunoscută (10,76%)
Componența confesională a comunei Devesel
     Ortodocși (85,08%)
     Penticostali (3,53%)
     Alte religii (0,59%)
     Necunoscută (10,8%)
Conform recensământului efectuat în 2021, populația comunei Devesel se ridică la 3.029 de locuitori, în scădere față de recensământul anterior din 2011, când fuseseră înregistrați 3.287 de locuitori. Majoritatea locuitorilor sunt români (78,64%), cu o minoritate de romi (10,37%), iar pentru 10,76% nu se cunoaște apartenența etnică. Din punct de vedere confesional, majoritatea locuitorilor sunt ortodocși (85,08%), cu o minoritate de penticostali (3,53%), iar pentru 10,8% nu se cunoaște apartenența confesională.